# スイス交通博物館
スイス交通博物館（すいすこうつうはくぶつかん、略：VHS、独: Verkehrshaus der Schweiz、英: Swiss Transport Museum）は、スイス・ルツェルンに所在する博物館である。

## 概要
ヨーロッパを代表する交通博物館である。館内には、鉄道、自動車、船、飛行機などが展示されており、陸・海、空の交通機関の歴史を紹介している。約20,000平方メートルの敷地内には、列車や飛行機などのコレクションが3,000点以上所蔵されている。
宇宙や海の映像を見ることができるプラネタリウムや、スイスの風景や文化を360度パノラマ映像で映し出すスイソラマ、大迫力のIMAXムービーシアターなども備わる。そのほか、宇宙旅行や無重力の世界が体感できるコスモラマ、2万分の一のスケールでスイスの地図を表したスイスアリーナなどの体験型アトラクションもある。

## 展示の概要

### 航空関係の展示

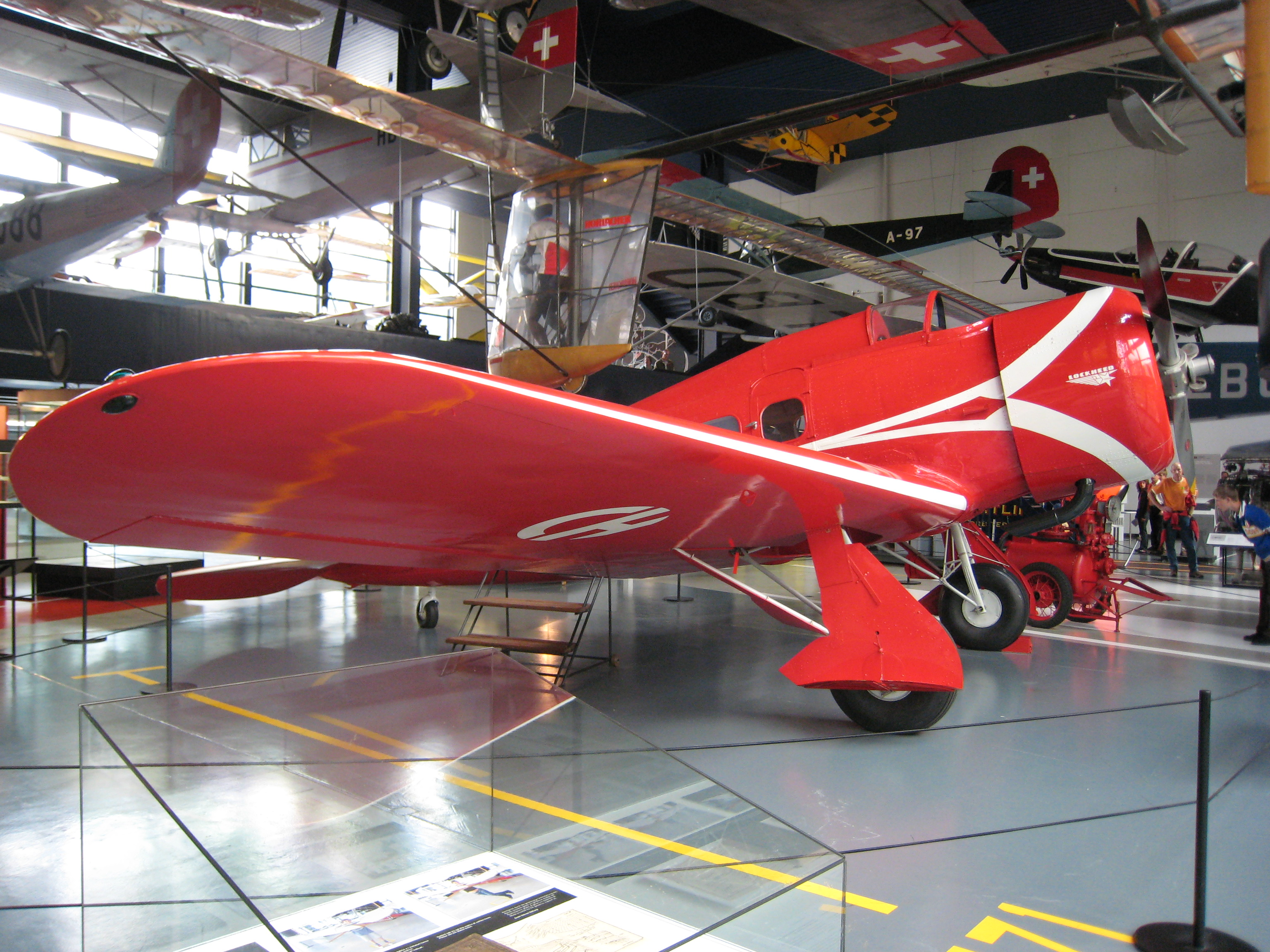
展示されているロッキード オライオン

航空関係の展示としては30機を越える航空機が展示される。展示されている航空機としてはスイスのアーマン・デュフォーとアンリ・デュフォーの兄弟の製作したデュフォー 4や、航空の歴史にとって貴重なブレリオXI-b、フォッカー F.VII、ロッキード オライオン、フィゼラー Fi 156、ダグラス DC-3や、旧スイス航空のコンベア CV990、アルエットIII ヘリコプターなどである。またベルトラン・ピカールが世界一周飛行に挑戦した気球、ブライトリング オービター 2や、スイス人宇宙飛行士クロード・ニコリエが搭乗したスペースシャトルSTS-46で打ち上げられ後に回収された人工衛星、EURECAも展示されている。